# Roman Murdza
Roman Murdza (ur. 17 grudnia 1954 w Radomiu) – polski siatkarz i trener siatkówki, mistrz Polski (1996) z żeńską drużyną BKS Stal Bielsko-Biała.

## Życiorys
Absolwent Akademii Wychowania Fizycznego we Wrocławiu (1978). Wychowanek Czarnych Radom, od 1978 był grającym trenerem radomskiego klubu, w sezonie 1978/1979 wywalczył z nim awans do II ligi. W latach 1979–1981 był trenerem radomskiego klubu w II-ligowych rozgrywkach.
Od 1981 pracował z drużynami żeńskimi. W latach 1981–1984 prowadził Radomkę Radom i w 1983 wprowadził ją do II ligi. W latach 1984–1995 (z przerwą w sezonie 1990/1991 i w końcówce sezonu 1993/1994) był trenerem Stali Mielec, z którą wywalczył awans do I ligi w 1985 (na jeden sezon), ponowny awans do I ligi w 1988 i brązowy medal mistrzostw w 1992 (miał także udział w brązowym medalu MP w 1994 – przed końcem rozgrywek zastąpił go Edward Świątek). Od 1995 był trenerem BKS Stal Bielsko-Biała. Już w 1996 wywalczył mistrzostwo Polski, w 1997 brązowy medal mistrzostw Polski. W latach 1997–2000 ponownie prowadził Stal Mielec (był to formalnie nowy klub KPSK Stal), w tym czasie zdobył brązowy medal mistrzostw Polski w 1999 i wicemistrzostwo Polski w 2000. w 2000 został trenerem Skry Warszawa, zdobył z nią wicemistrzostwo Polski w 2002, a także wicemistrzostwo Polski juniorek w 2003. W sezonie 2003/2004 był trenerem Nafty-Gaz Piła, ale przed końcem sezonu zastąpił go Andrzej Niemczyk. W latach 2004–2006 prowadził AZS AWF Poznań, w sezonie 2006/2007 UMKS Łańcut (na szczeblu I ligi, czyli drugiego poziomu rozgrywek), z którym jednak spadł do II ligi. W latach 2007–2008 kolejny raz był trenerem Stali Mielec, w latach 2009–2012 prowadził I-ligowy AZS KSZO Ostrowiec Świętokrzyski (w sezonie 2009/2010 zajął z nim 3. miejsce w lidze), odszedł z klubu w styczniu 2012. W sezonie 2012/2013 był trenerem II-ligowej Szóstki Biłgoraj, od 2013 pracuje w UKS Szóstka Mielec, którą w 2014 wprowadził do II ligi.